# Sound & Vision THE SINGLES + Selection from Live “DECADE”
『Sound & Vision THE SINGLES + Selection from Live “DECADE”』（サウンド アンド ヴィジョン ザ シングルス プラス セレクション フロム ライブ ディケイド）は、La'cryma Christiの3枚目のベスト・アルバム。2006年6月28日にUM3/USM JAPANから発売された。

## 解説
2005年3月までに発売されたシングル全20曲（インディーズ1曲・メジャー18曲・カップリング1曲）に、本作品で初CD化となる「With-you (Acoustic ver.)」をボーナス・トラックとして収録したCD2枚組21曲入りベスト・アルバム。
2006年4月にインターネット通販限定発売されたシングル「Sweet lil' devil」は未収録。
付属のDVDには2004年1月に行われたライブ（東京厚生年金会館 3DAYS）の模様を収録。

## 収録曲
各楽曲の詳細はリンクを参照。

### 【CD】

#### DISC 1
1. Forest
  - 作詞：TAKA　作曲：HIRO
2. Ivory trees
  - 作詞：TAKA　作曲：HIRO
3. THE SCENT
  - 作詞：TAKA　作曲：HIRO
4. 南国
  - 作詞：TAKA・SHUSE　作曲：SHUSE
5. With-you
  - 作詞・作曲：TAKA
6. 未来航路
  - 作詞：TAKA　作曲：KOJI
7. IN FOREST
  - 作詞：TAKA　作曲：HIRO
8. Lhasa (unplugged)
  - 作詞：TAKA　作曲：HIRO
9. Without you
  - 作詞：TAKA　作曲：KOJI
10. 永遠
  - 作詞：TAKA　作曲：KOJI

#### DISC 2
1. Lime rain
  - 作詞：TAKA　作曲：KOJI
2. LIFE
  - 作詞：TAKA　作曲：HIRO
3. JUMP!!
  - 作詞：TAKA・SHUSE　作曲：SHUSE
4. 情熱の風
  - 作詞：TAKA　作曲：HIRO
5. HIRAMEKI
  - 作詞：TAKA・SHUSE　作曲：SHUSE
6. Mystical Glider
  - 作詞：TAKA　作曲：HIRO
7. GROOVE WEAPON
  - 作詞・作曲：SHUSE
8. CANNONBALL
  - 作詞・作曲：La'cryma Christi
9. Hot Rod Circuit
  - 作詞・作曲：La'cryma Christi
10. yesterdays
  - 作詞・作曲：La'cryma Christi

〈Bonus track〉
1. With-you (acoustic ver.)
  - 作詞・作曲：TAKA

### 【DVD】
1. CANNONBALL
2. JUMP!!
3. With-you
4. Ivory trees
5. 南国
6. 未来航路
7. 情熱の風
8. Lhasa
9. Forest
10. Hot Rod Circuit
11. Without you
12. Mystical Glider
13. yesterdays
14. Lime rain
15. 永遠
16. THE SCENT

〈Bonus Track〉
1. Warm Snow
2. White Period.
3. Siam's Eye